# Acronicta tritona
Acronicta tritona là một loài bướm đêm trong họ Noctuidae.

## Hình ảnh

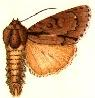